# 옌뜨산

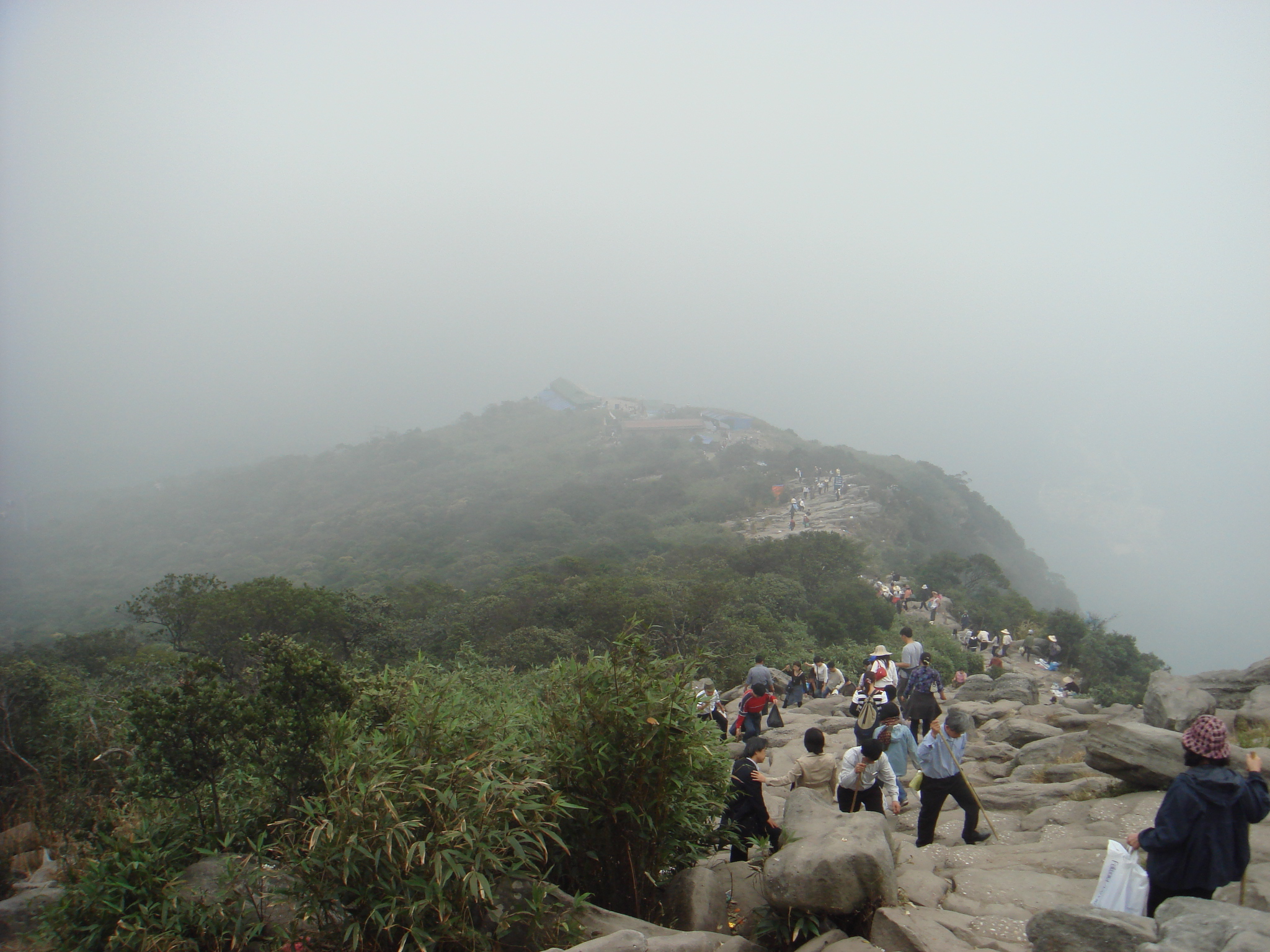
옌뜨산의 풍경

옌뜨산(베트남어: Núi Yên Tử / 安子山)은 뜨엉더우산(베트남어: núi Tượng Đầu / 頭像山)이라고도 불리며 베트남 북동부에 있는 동찌에우 산맥의 해발 1068m 높이의 산이다. (가장 높은 봉우리는 띠에우띠에우봉) 옌뜨산은 박장성과 꽝닌성 사이의 경계에 위치해 있다.(옌뜨의 동쪽은 꽝닌성, 서쪽은 박장성에 속한다.) 옌뜨산은 베트남 동북부의 높은 산맥으로, 정부로부터 자연보호구역으로 인정받은 풍부하고 다양한 식물과 동물군을 갖추고 있다.
옌뜨산은 여전히 쭉럼 옌뜨(竹林安子) 선종의 탄생, 형성, 발전과 관련된 문화적, 역사적 유물을 가지고 있다. 오래된 산봉우리는 행정 구역상 비장현 남마우사, 하이즈엉성 동찌에우현(지금은 꽝닌성 우옹비시 트엉옌꽁 사 남마우마을)에 속한다. 천혜의 명소로서 옌뜨산은 지금도 “베트남 불교의 성지”로서 많은 유적지를 보존하고 있다. 산꼭대기에는 보통 구름으로 덮여 있어 과거에는 박반선(베트남어: Bạch Vân Sơn / 白雲山)이라고 불렸다. 옌뜨(동 사원) 정상까지의 총길이는 약 6000m로, 수천 개의 돌계단, 숲길을 6시간 동안 계속 걸어간다. 옌뜨산 주변에는 서옌뜨 시진 자연보호구역(박장성)과 쩐 왕조의 역사유물(꽝닌성) 등 유물과 중요한 풍경도 있다. 이 기념물 및 경관 제도는 유네스코에 세계문화유산으로 제안될 옌뜨 경관 유적 단지로 결합되어 있다.

## 베트남 불교 성지

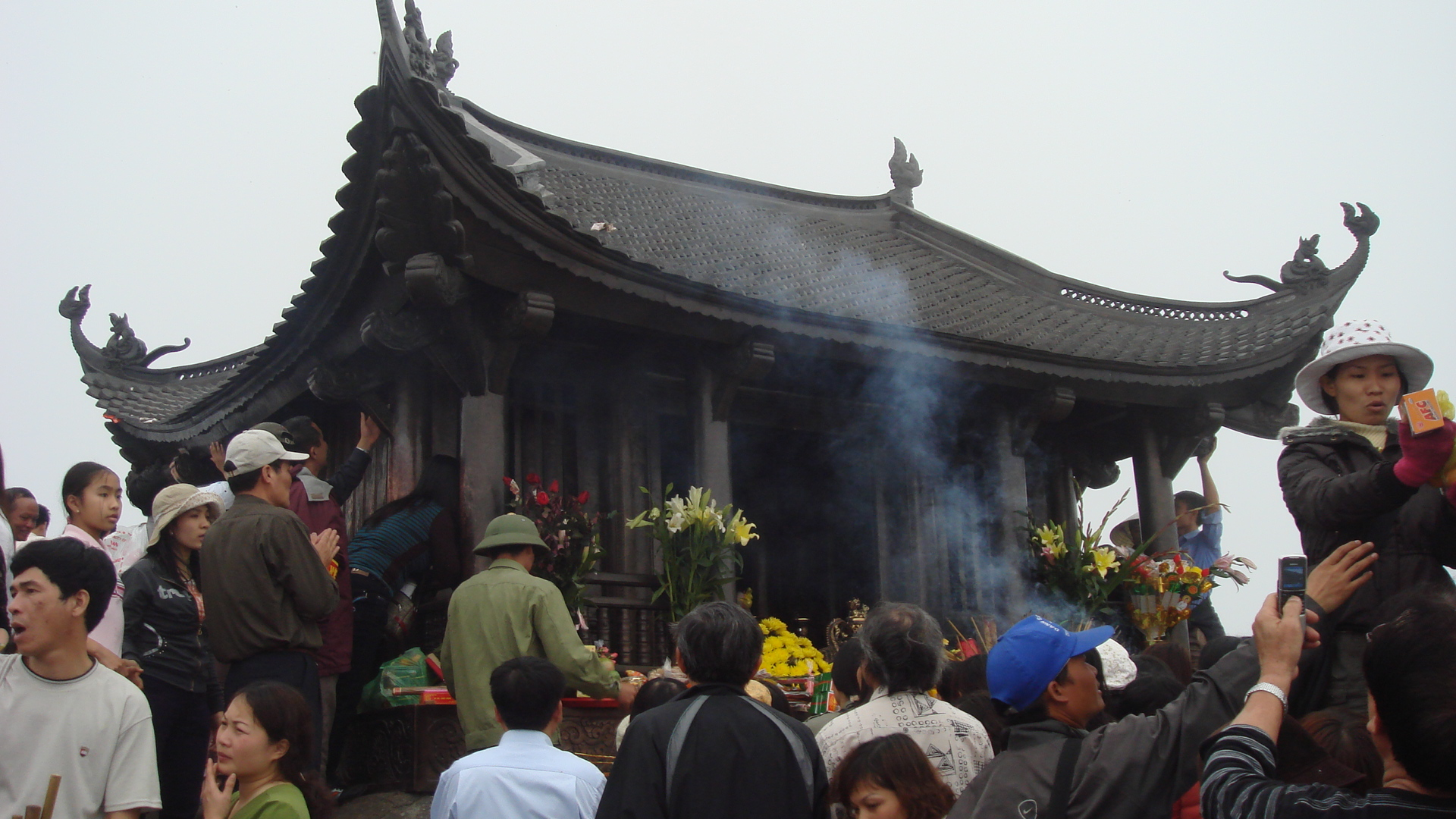
동사에서 예배를 올리는 향화객

옌뜨는 쩐 왕조 쩐 인종이 왕위에 오른 이후의 청정을 추구하기 위해 왕위를 버리고 승복을 입고 전형적인 베트남의 불교 노선을 수립한 이래 불교의 중심지가 되었다. 그는 쭉럼 옌뜨의 법통이며, 법명인 조어각황 진인종(調御覺皇 陳仁宗, 1258 - 1308)으로 최초의 조사가 되었다. 그는 옌뜨산에 크고 작은 수백 점의 작품을 세워 수행과 가르침, 설교 등의 장소를 만들었다. 사후 그의 후계자는 법라 동견강(法螺 同堅剛, 1284 – 1330)이 되었다. 그는 쭉럼 법통의 두 번째 조사였다. 19년 동안의 수행을 통해 탁탓미응으《Tach That Maye》(石室寐語)의 책자를 만들고, 사찰 등 수천 개의 귀중한 동상으로 전국에 꾸인럼 사원, 호티엔사, 박장성의 빈응히엠사 등 유명한 800여 개의 사찰과 사당, 탑을 세웠다. 랍라오 선교 중심지에는 쭉럼 종파의 세 번째 조사인 현광 이도재(玄光 李道載, 1254 - 1334)가 있다.
2008년 5월 17일, 옌뜨와 하롱베이(꽝닌성)는 고도 호알르의 바이딘사와 함께 위대한 불교 유적지로 선정되었다. 베트남에서 열린 제1회 세계 부처님오신날 행사에 참석한 대표단들이 방문하여 예배를 했다.